# NGC 990
NGC 990 è una galassia ellittica situata nella costellazione dell'Ariete, a una distanza di circa 157 milioni di anni luce dalla nostra Via Lattea.

## Scoperta
La galassia è stata scoperta il 21 settembre 1786 dall'astronomo britannico di origine tedesca William Herschel.

## Gruppo di NGC 1024
NGC 990 fa parte di un piccolo gruppo di tre galassie, il Gruppo di NGC 1024. Le altre due galassie del gruppo sono NGC 1024 e NGC 1029.